# Iwan Udodow
Iwan Wasiljewicz Udodow (ros. Иван Васильевич Удодов; ur. 20 maja 1924 w Głubokim, zm. 16 października 1981 w Rostowie nad Donem) – radziecki sztangista startujący w kategorii do 56 kg i 62 kg, mistrz olimpijski, świata i Europy.

## Życiorys
W wieku 17 lat trafił do obozu koncentracyjnego Buchenwald. Był tam przetrzymywany aż do wyzwolenia obozu w 1945 roku, był mocno zagłodzony i nie mógł samodzielnie chodzić, ważył zaledwie około 30 kg. Jesienią 1945 roku w ramach rehabilitacji zaczął trenować podnoszenie ciężarów.
W 1949 roku zdobył pierwszy medal na mistrzostwach ZSRR (srebro w wadze do 56 kg). W latach 1950–1952 był już mistrzem tego kraju (w tej samej kategorii). Był faworytem do zwycięstwa na igrzyskach olimpijskich w Helsinkach w 1952 roku. Z łącznym wynikiem 315 kg zwyciężył w zawodach, ustanawiając przy tym rekord świata. W tym samym roku ustanowił także rekord świata w rwaniu (98 kg).
Również w tym samym roku zdobył złoto na mistrzostwach Europy, podobnie jak w 1953 roku. W 1953 roku wywalczył również swój jedyny tytuł mistrza świata, zwyciężając na MŚ w Sztokholmie. W tym roku ustanowił też rekord świata w trójboju (320 kg).
Od 1954 roku startował w cięższej kategorii do 62 kg, ustanowił dwa rekordy świata – w trójboju (350 kg) i w martwym ciągu (111,5 kg). Jeszcze w 1954 roku zdobył srebro na mistrzostwach świata w Wiedniu, wynik ten powtarzając na rozgrywanych rok później mistrzostwach świata w Monachium. Ponadto w latach 1954 i 1955 zdobywał srebrne medale mistrzostw kraju, w 1956 roku zdobył swój ostatni tytuł mistrza ZSRR. Nie pojechał jednak na igrzyska olimpijskie w Melbourne, gdyż doznał kontuzji, po której zakończył karierę.
Pracował jako kierowca ciężarówki, był również trenerem w Rostowie nad Donem.